# Houffalize
Houffalize (deutsch Hohenfels) ist eine belgische Gemeinde im Arrondissement Bastogne der Provinz Luxemburg.

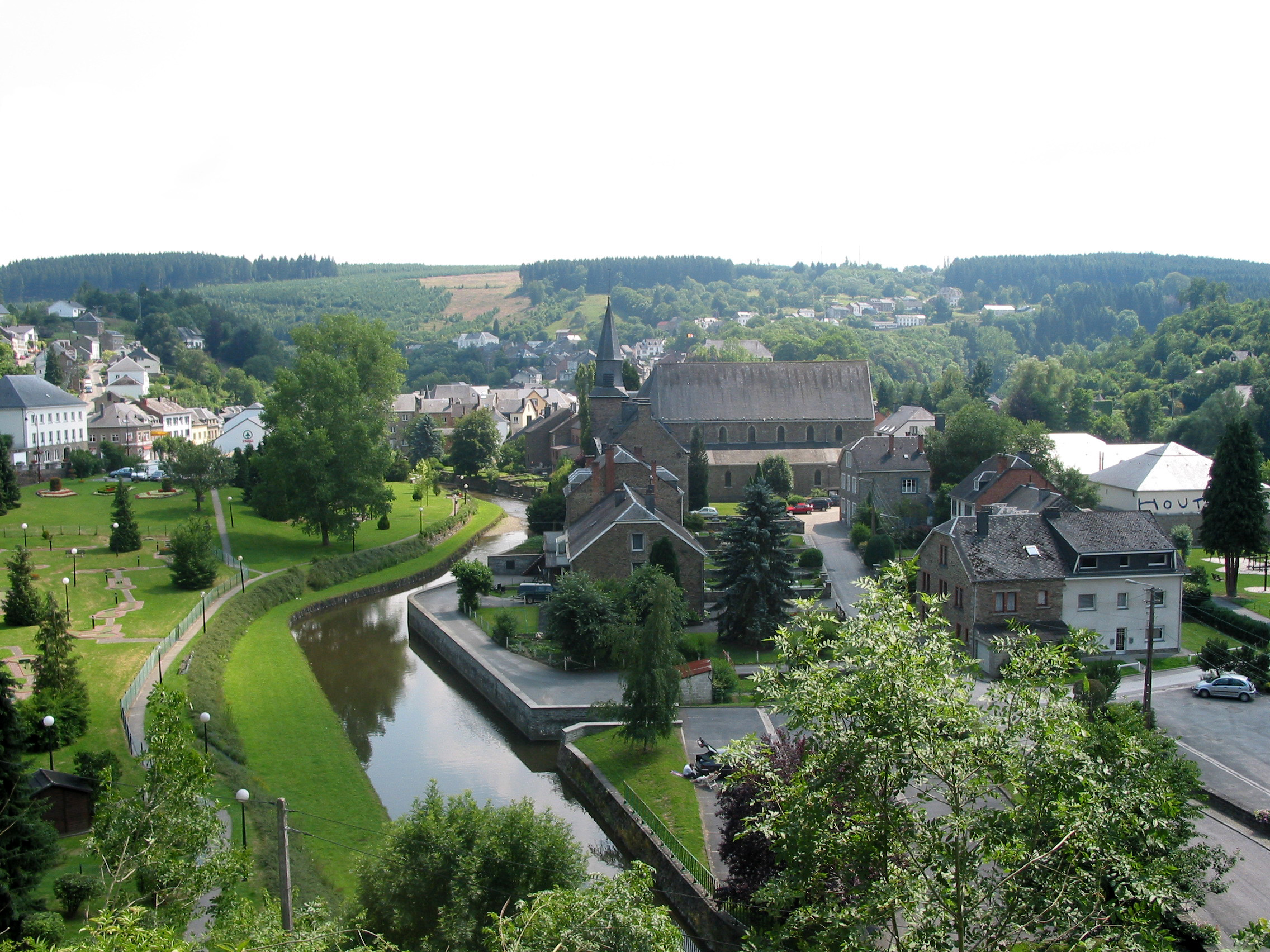
Blick auf Houffalize

## Geografie
Houffalize liegt in den Ardennen am Fluss Ourthe Orientale. Im Gemeindegebiet sind die Täler dicht bewaldet, während auf dem welligen Hochplateau Ackerland überwiegt.

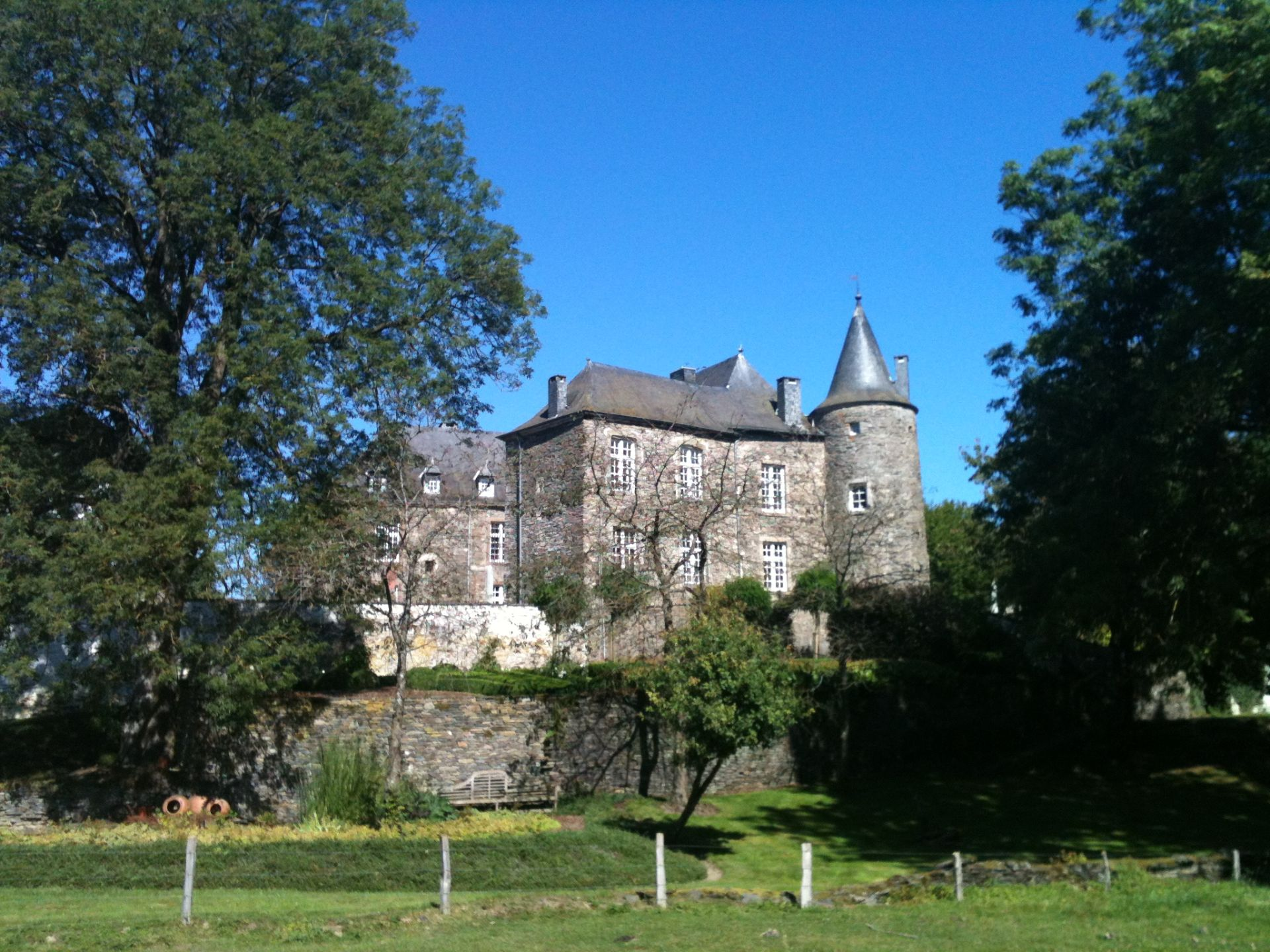
Château de Tavigny

Die Gemeinde umfasst außer dem Kernort Houffalize sechs weitere Ortsteile, die jeweils außer dem namengebenden Dorf noch weitere umfassen:
- Mabompré mit Engreux, Bonnerue und Vellereux
- Mont mit Achouffe, Dinez, Fontenaille, Sommerain und Wilogne
- Nadrin mit Filly und Ollomont
- Les Tailles mit Chabrehez und den Weilern Collas und La Pisserotte
- Tavigny mit Boeur, Buret, Cetturu und Vissoule. Die Herrschaft Tavigny gehörte ursprünglich einer Familie, die diesen Namen trug, befand sich jedoch bereits 1360 in den Händen der d'Ouren, einer mächtigen Feudalfamilie des Herzogtums Luxemburg.
- Wibrin mit Mormont

## Geschichte
Die erste urkundliche Erwähnung findet sich 1147 indirekt über einen Winandus de Alta Falesia (hohe Felswand). Falesia ist dabei eine Latinisierung von falaise, einem französischen Wort germanischer Herkunft zu althochdeutsch fel(i)s.
1235 gründeten der seigneur (Burgherr) Thierry I. und sein Sohn Henris ein Hospital.
In der Endphase des Zweiten Weltkrieges, als die Alliierten die deutsche Ardennenoffensive zurückwarfen, wurde der Kernort Houffalize durch massives Bombardement völlig zerstört. In den Tagen vom 25. Dezember 1944 bis zum 6. Januar 1945, vor allem in der Nacht vom 30. zum 31. Dezember (ein Angriff mit 166 Bombern) sowie in der Nacht vom 5. zum 6. Januar (ein Angriff mit 140 Bombern) warf die Royal Air Force (RAF), unterstützt von der Royal Australian Air Force (RAAF), zur Vorbereitung des alliierten Gegenangriffes 1000 Tonnen Bomben auf Houffalize. Die Stadt wurde in ein Bombentrichterfeld verwandelt.
Am 16. Januar besetzten vorrückende amerikanische Truppen die Ruinen von Houffalize. Dies war für sie ein wichtiger Einschnitt:

„On the 15th, men of the 101st Airborne Division entered Noville, five miles south of Houffalize. Early the next morning, the 11th Armored Division seized high ground along the highway immediately south of Houffalize. Southwest of the town, a patrol commanded by Maj. Joseph M. L. Greene met a patrol from the 2d Armored Division of the First Army's VII Corps. Rent by the counteroffensive, the First and Third Armies at last had linked at the waist of the bulge. In one way, it was an empty accomplishment; so measured had been the advance, such delays had the Germans imposed, that most of the troops in what might have been a sizable pocket had escaped. Juncture at Houffalize nevertheless marked completion of the first phase of the campaign to push in the bulge.“

## Sehenswürdigkeiten

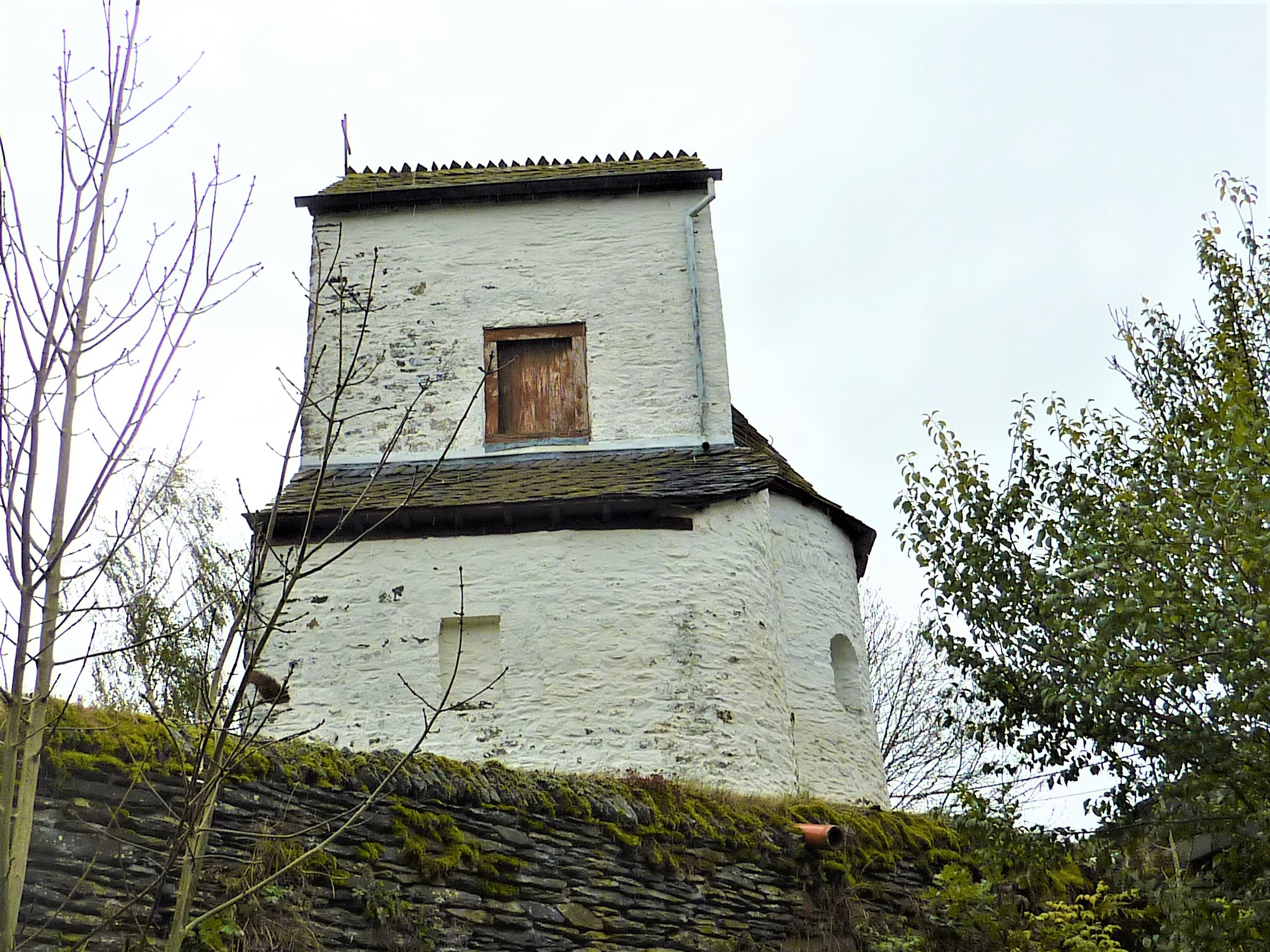
Kapelle Sainte-Marguerite

- Sainte-Marguerite (Ollômont), romanische Kapelle aus dem 12. Jahrhundert mit Chorturm

## Wirtschaft

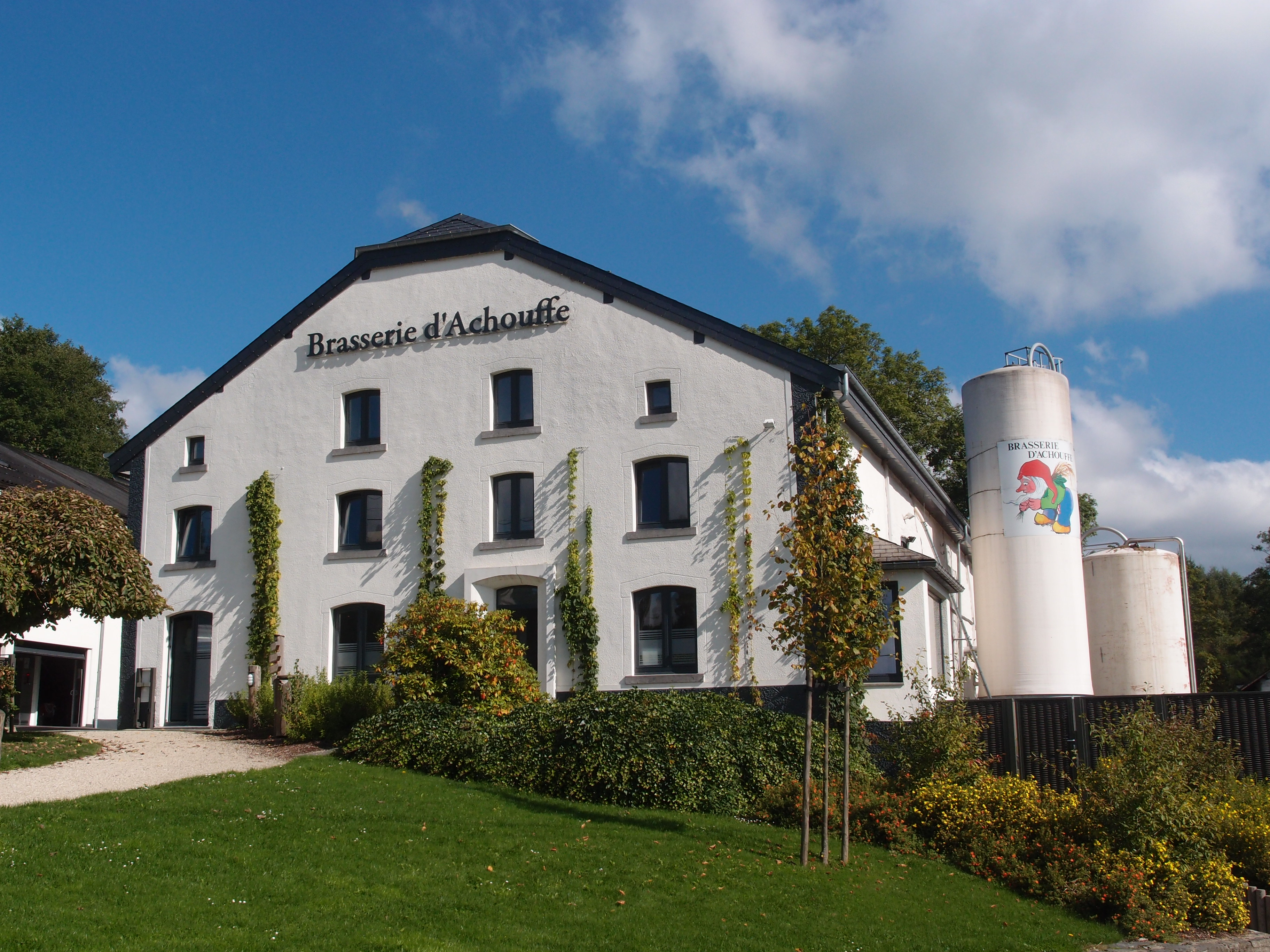
Brasserie d’Achouffe

- Brasserie d’Achouffe, international bekannte Brauerei.

## Städtepartnerschaft
Die Gemeinde Houffalize ist Mitglied des europäischen Partnerschaftsprojektes Douzelage.

## Personen
- Johann von Avesnes (1218–1257), Graf von Hennegau